# Billy Preston
William Everett Preston, conhecido artisticamente como Billy Preston (Houston, 2 de setembro de 1946 - Scottsdale, 6 de junho de 2006), foi um músico soul bastante influente nas década de 1960 e 1970, colaborando com grandes nomes da indústria da música desde então, dentre eles: Nat King Cole, Little Richard, Ray Charles,The Beatles, John Lennon, George Harrison,  Ringo Starr, Eric Clapton, The Rolling Stones, Sammy Davis Jr., Aretha Franklin, The Jackson 5, Quincy Jones, Bob Dylan, Sly & the Family Stone, Jet e Red Hot Chili Peppers, principalmente no teclado e vocal.

## Biografia
Iniciou sua carreira tocando no conjunto de música gospel de Andraé Crouch e seus primeiros álbuns também foram no estilo gospel tradicional dos Estados Unidos. Uma de sua primeiras aparições deu-se num programa de televisão em 1957 ao lado do lendário Nat King Cole, onde cantaram juntos a canção Blueberry Hill. Sua fama cresceu muito quando tocou um órgão no estilo gospel em Let it Be dos Beatles, em 1969. Em 1970 tocou com George Harrison no álbum All Things Must Pass. Logo depois, em 1971, novamente apareceu com George Harrison e Ringo Starr, além de vários outros gigantes do rock clássico, no Concerto para Bangladesh em Nova Iorque, um concerto beneficente onde tocou um dos seus maiores sucessos, a música de sua autoria, That's The Way God Planned It. O seu estilo então variou entre o gospel, o soul, o rhythm and blues, e o blues-rock e continuou colaborando com vários artistas além de gravar seus próprios projetos.  Em 1978 fez o papel de Sgt. Pepper no filme de Robert Stigwood, Sgt. Pepper's Lonely Hearts Club Band.
Faleceu em 6 de junho de 2006 devido a complicações renais. Encontra-se sepultado no Cemitério Inglewood Park, Los Angeles, Califórnia nos Estados Unidos.

## Discografia selecionada

### Álbuns solo
- 1965 The Most Exciting Organ Ever
- 1965 Early Hits of'65
- 1966 The Wildest Organ In Town
- 1967 Club Meeting
- 1969 That's The Way God Planned It
- 1970 Encouraging Words
- 1971 I Wrote A Simple Song
- 1972 Music Is My life
- 1973 Everybody Likes Some Kind of Music
- 1974 Live European Tour 1973
- 1974 The Kids and Me
- 1975 It's My Pleasure
- 1976 Billy Preston
- 1977 A Whole New Thing
- 1979 Late At Night
- 1981 The Way I Am
- 1982 Pressin' On
- 1984 On the Air
- 1986 You Can't Keep A Good Man Down
- 1995 Billy's Back

### Álbuns gospel
- 1962 Sixteen Years Old Soul
- 1965 Hymns Speak from the Organ
- 1973 Gospel In My Soul
- 1978 Behold!
- 1980 Universal Love
- 1994 Ministry of Music
- 1995 Minister of Music
- 1996 Words and Music
- 2001 Music From My Heart

### Colaborações
- 1968 White Album (The Beatles)
- 1969 Abbey Road (The Beatles)
- 1970 Let It Be (The Beatles) (gravado em 1969)
- 1970 All Things Must Pass (George Harrison)
- 1970 John Lennon/Plastic Ono Band (John Lennon)
- 1971 Sticky Fingers (Rolling Stones)
- 1971 The Concert for Bangla Desh (George Harrison e amigos)
- 1971 There's a Riot Goin' On (Sly & the Family Stone)
- 1972 Exile on Main Street (Rolling Stones)
- 1973 Ringo (Ringo Starr)
- 1973 Goats Head Soup (Rolling Stones)
- 1974 Goodnight Vienna (Ringo Starr)
- 1974 It's Only Rock'n Roll (Rolling Stones)
- 1974 Dark Horse (George Harrison)
- 1975 Blood on the Tracks (Bob Dylan)
- 1975 Extra Texture (George Harrison)
- 1975 "You Are So Beautiful" (Joe Cocker)
- 1976 33 & 1/3 (George Harrison)
- 1976 Black and Blue (Rolling Stones)
- 1977 Love You Live (Rolling Stones)
- 1978 Sgt. Pepper's Lonely Hearts Club Band ("Sgt. Pepper", o filme)
- 1981 Sucking in the 70's (Rolling Stones)
- 1982 Gone Troppo (George Harrison)
- 1990 Ringo Starr and His All-Starr Band (Ringo Starr)
- 1992 Jefferson Airplane Loves You (Jefferson Airplane)
- 1997 Desesperadamente Enamorado (Jordi)[2][3]
- 2002 One More Car - One More Rider (Eric Clapton)
- 2003 Concert For George (homenagem a George Harrison)
- 2004 Get Born (Jet)
- 2005 Choose Love (Ringo Starr)
- 2006 Stadium Arcadium (Red Hot Chili Peppers)